# Gran Premi de Sud-àfrica del 1965
Resultats del Gran Premi de Sud-àfrica de Fórmula 1 de la temporada 1965, disputat al circuit d'East London l'1 de gener del 1965.

## Resultats
| Pos   | No | Pilot            | Equip            | Voltes | Temps/ Retirada        | Pos. de sortida | Punts |
| ----- | -- | ---------------- | ---------------- | ------ | ---------------------- | --------------- | ----- |
| 1     | 5  | Jim Clark        | Lotus - Climax   | 85     | 2h 06' 46. 0           | 1               | 9     |
| 2     | 1  | John Surtees     | Ferrari          | 85     | + 29.0 s               | 2               | 6     |
| 3     | 3  | Graham Hill      | BRM              | 85     | + 31.8 s               | 5               | 4     |
| 4     | 6  | Mike Spence      | Lotus - Climax   | 85     | + 54.4 s               | 4               | 3     |
| 5     | 9  | Bruce McLaren    | Cooper - Climax  | 84     | + 1 Volta              | 8               | 2     |
| 6     | 4  | Jackie Stewart   | BRM              | 83     | + 2 Voltes             | 11              | 1     |
| 7     | 12 | Jo Siffert       | Brabham - BRM    | 83     | + 2 Voltes             | 14              |       |
| 8     | 7  | Jack Brabham     | Brabham - Climax | 81     | + 4 Voltes             | 3               |       |
| 9     | 18 | Paul Hawkins     | Brabham - Ford   | 81     | + 4 Voltes             | 16              |       |
| 10    | 20 | Peter de Klerk   | Alfa Romeo       | 79     | + 6 Voltes             | 17              |       |
| 11    | 15 | Tony Maggs       | Lotus - BRM      | 77     | + 8 Voltes             | 13              |       |
| 12    | 16 | Frank Gardner    | Brabham - BRM    | 75     | + 10 Voltes            | 15              |       |
| 13    | 25 | Sam Tingle       | LDS - Alfa Romeo | 73     | + 12 Voltes            | 20              |       |
| 14    | 19 | David Prophet    | Brabham - Ford   | 71     | + 14 Voltes            | 19              |       |
| 15    | 2  | Lorenzo Bandini  | Ferrari          | 66     | Encesa                 | 6               |       |
| NC    | 14 | Bob Anderson     | Brabham - Climax | 50     | + 35 Voltes            | 12              |       |
| Ret   | 11 | Jo Bonnier       | Brabham - Climax | 42     | Embragatge             | 7               |       |
| Ret   | 10 | Jochen Rindt     | Cooper - Climax  | 39     | Part elèctrica         | 10              |       |
| Ret   | 17 | John Love        | Cooper - Climax  | 20     | Palier / Eix           | 18              |       |
| Ret   | 8  | Dan Gurney       | Brabham - Climax | 11     | Encesa                 | 9               |       |
| NVQ   | 28 | Trevor Blokdyk   | Cooper - Ford    |        |                        |                 |       |
| NVQ   | 23 | Neville Lederle  | Lotus - Climax   |        |                        |                 |       |
| NVQ   | 21 | Doug Serrurier   | LDS - Climax     |        |                        |                 |       |
| NVQ   | 27 | Brausch Niemann  | Lotus - Ford     |        |                        |                 |       |
| NVQ   | 22 | Ernie Pieterse   | Lotus - Climax   |        |                        |                 |       |
| NVQ   | 24 | Clive Puzey      | Lotus - Climax   |        |                        |                 |       |
| NVQ   | 29 | Jackie Pretorius | LDS - Alfa Romeo |        |                        |                 |       |
| NVQ   | 32 | Dave Charlton    | Lotus - Ford     |        |                        |                 |       |
| WD    | 26 | Ray Reed         | RE-Alfa Romeo    |        | Mort abans de la cursa |                 |       |
| NVQ   | 31 | David Clapham    | Cooper-Maserati  |        |                        |                 |       |
| NVQ   | 33 | Alex Blignaut    | Cooper-Climax    |        |                        |                 |       |
| Font: |    |                  |                  |        |                        |                 |       |

## Altres
- Pole: Jim Clark 1' 27. 2

- Volta ràpida: Jim Clark 1' 27. 6 (a la volta 80)